# Dicrotendipes pelochloris
Dicrotendipes pelochloris är en tvåvingeart som först beskrevs av Jean-Jacques Kieffer 1912.  Dicrotendipes pelochloris ingår i släktet Dicrotendipes och familjen fjädermyggor. Inga underarter finns listade i Catalogue of Life.